# 아키네이터
아키네이터(Akinator)는 질문의 답변을 바탕으로 실제 또는 가상의 인물을 추측하여 맞추는 프로그램 엔진으로, 데이터베이스를 응용한 인공 지능의 일종이다. 20개 정도의 간단한 질문만으로 인물의 이름을 맞출 수 있다. 영어, 프랑스어, 독일어, 히브리어, 포르투갈어, 이탈리아어, 스페인어, 아랍어, 러시아어, 중국어, 한국어, 일본어, 튀르키예어의 13개 언어를 제공하며, 세계 유명 인사뿐만 아니라 만화, 애니메이션 등에 등장하는 가공의 인물까지도 망라하고 있다. 질문은 5단계로 답변하는 방식이며, "예", "아니오", "그럴겁니다", "아닐겁니다", "모르겠습니다" 중 한 가지를 골라 대답한다. 약 20개의 질문에 맞춘다. 다른 인물이 나온 경우에는 30개로 넘어가며, 그래도 다른 인물이 나오면 총 40개의 질문을 한다. 그 때도 다르면 항복하게 된다. 데이터베이스에 입력되지 않은 인물의 경우 이용자가 직접 새 데이터를 입력하며 데이터를 늘려 나간다.

## 같이 보기
- 전문가 시스템